# Kläder

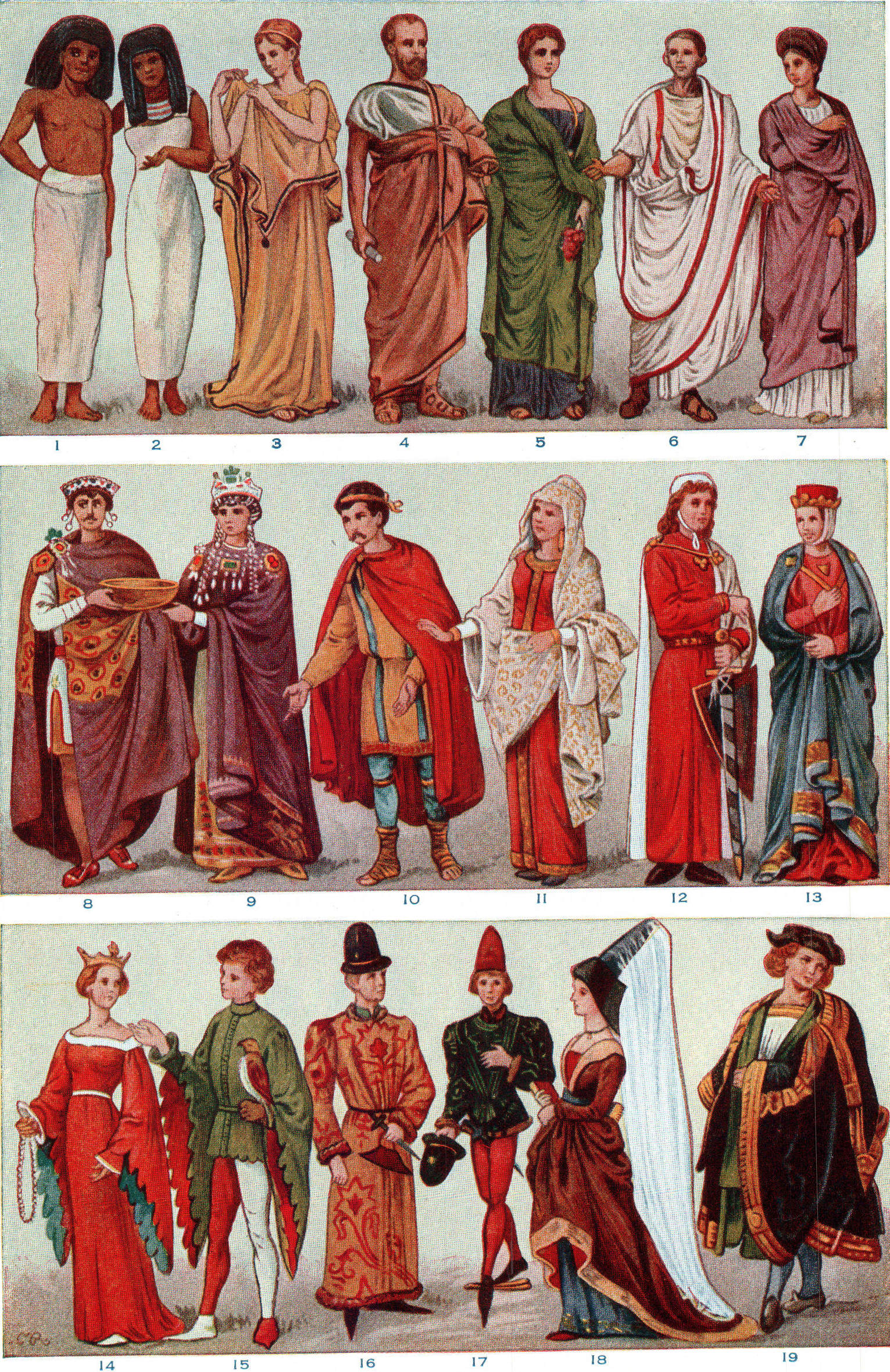
Antikens Egypten till renässansen.

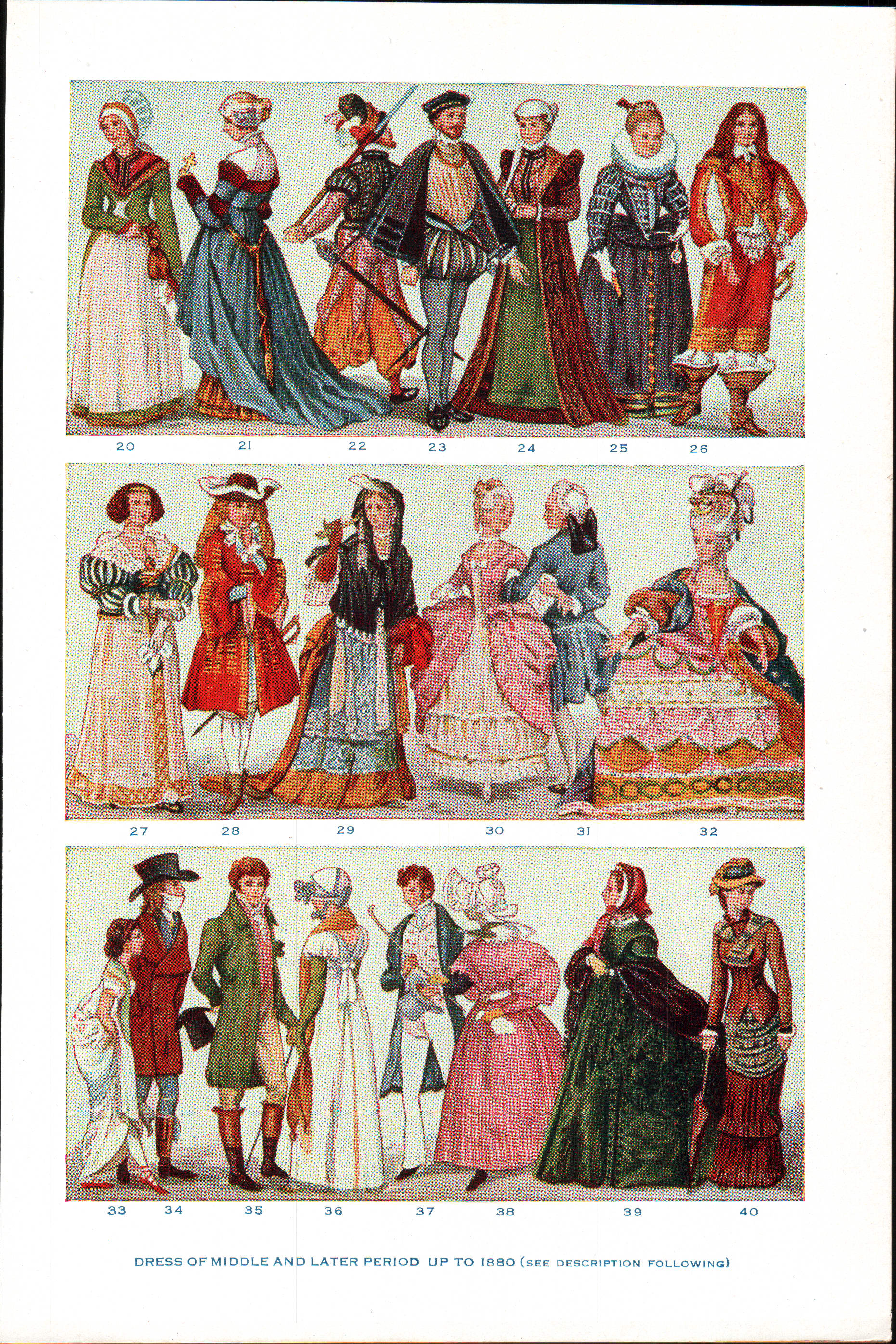
1500- till 1800-talet.

Kläder är relativt mjuka föremål som människor bär på kroppen. De används som skydd mot värme, kyla, väta eller insyn – klädda människor upplever sig oftast mindre utsatta för andras kritik än nakna – eller som prydnad. Kläder kan även markera samhällelig status. Människan klär i vissa fall även husdjur, som hundar, i kläder av samma skäl.
Gångkläder är en benämning på de kläder som vi oftast bär, för att skilja dem från till exempel nattkläder och sängkläder. Det bredare begreppet beklädnad omfattar även skor, accessoarer och andra produkter som människor bär utanpå kroppen.

## Funktion och material
Med kläderna kan man bland annat markera social status, social tillhörighet, yrkestillhörighet eller etnisk tillhörighet, vilket samtidigt uttrycker en avgränsning från andra individer eller samhällsgrupper. Med sin klädstil visar individen på ett enkelt sätt var den står i såväl politiska som religiösa spörsmål. För det sena 1900-talets ungdom har kläderna kommit att bli en stark markör av vilken stil man tillhör. På 1960-talet var hippiekulturen ett sätt att med hjälp av kläd- och livsstil göra andra människor införstådda med vilken kultur man ville tillhöra. Också idag är kläder ett sätt att visa tillhörighet. För att vara "inne" krävs det de nyaste kläderna från det senaste modet som ofta kostar mer än de vanliga kläderna. På så sätt blir det en makt- och statusfaktor att bära nya moderna kläder.
Kläder kan tillverkas av olika material som läder, päls, vävtextil eller konstfibertextil. De kan vara avsedda för att bäras i ett yttre skikt eller som underkläder, i ett skikt under gång- och ytterkläderna. I människans sätt att använda kläder blir det tydligt att modet är av stor betydelse. Modet skiftar under tidens lopp. Under 1900-talet har sportkläder blivit en del av det vardagliga modet.

## Grupptillhörighet
Kläder kan vara genusspecifika, åldersspecifika, stånds-, klass-, eller kastspecifika. Klädedräkt kan användas för att markera grupptillhörighet. Detta är några grupper som kan markeras genom klädsel: 
- Nationen, genom förekomst av nationaldräkter, kläder i flaggmönster eller kläder som efterliknar landslagsuniformer;
- Ämbetet eller yrket, genom förekomst av uniformer, speciellt utformade arbetskläder eller profilkläder med arbetsgivarens logga på;
- Religionen, genom religionsspecifika kläder som dok, huvudduk, burka;
- Skolan, genom skoluniformer eller skoltröjor;
- Föreningen, genom dräkter som markerar medlemskap och ibland markerar olika rang;[3] för idrottsföreningar också matchställ och kläder som liknar dem;

## Historia

### Äldre stenålder
Enligt arkeologer och antropologer bestod de första kläderna förmodligen av pälsverk, läder, löv, bast eller gräs som draperats, omhöljts eller knutits runt kroppen. Kunskapen om sådana kläder kan inte bevisas, eftersom klädmaterial förmultnar snabbt i jämförelse med sten-, ben-, skal- och metallartefakter. Arkeologer har identifierat tidiga synålar av ben och elfenben från omkring 30 000 f.Kr. från i närheten av Kostenki, Ryssland, 1988.
Torkade linfibrer som kan ha använts till kläder har hittats i en förhistorisk grotta i Georgien som är daterade till 36 000 år före nutid. Enligt en hypotes skulle klädlusen ha utvecklats till en separat art för omkring 70 000 år sedan efter att kläder kommit i bruk. Detta skulle alltså indikera att bruket av kläder är äldre än 70 000 år.
De första kända kläderna kan ha kommit till genom magiska föreställningar, och de bars enligt den idén som ett skydd mot olika onda makter som annars kunnat skada kroppen. Förutom könsdelarna har de skyddsvärda kroppsdelarna sedan skiftat mellan olika kulturer.

### Mellanstenålder till järnålder
När istiden tog slut följde människorna med de olika hjordarna norröver, och behovet ökade av att bära värmande kläder. De första spåren efter textilfibrer som spunnits finns från cirka 6 000 år f.Kr., och vävnadskonsten utvecklades därefter. Man var länge ovillig att klippa sönder väven, så istället lindade och draperade man den runt kroppen.
Människorna i de antika kulturerna runt Medelhavet gick klädda i dräkter med osömmade tygstycken, ibland dock med sammansydda stadkanter. De svepta tyglängderna kunde fästas samman med nålar (fibulor) och formas med olika band och gördlar.

### Moderna kläder
I mitten av 1300-talet utvecklades klädedräkten, som under medeltiden i stort sett bestått av olika variationer av tunikor, till en dräkt som avslöjade kroppens konturer och underströk de fysiska skillnaderna mellan könen. Kvinnornas tunikor blev figursydda och klänningen var född.
Både män och kvinnors klädsel påverkades av varierande modetrender genom århundradena och plagg som 1800-talets krinolin och långbyxor för kvinnor och knäbyxor och kavaj och  väst för män avlöste varandra.

## Olika typer av kläder

### Sportkläder

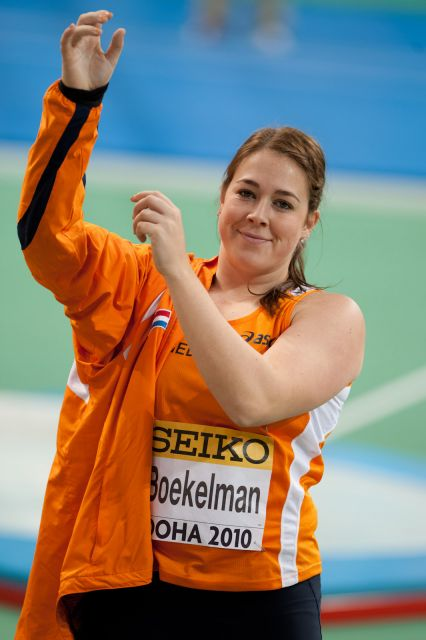
Sportkläder markerar ofta vilken nation den tävlande representerar. Den sportdräkt som Melissa Boekelman bär på bilden representerar Nederländerna.

Sportkläder är kläder som är anpassade till sport. Tävlingskläder är ofta tillverkade och märkta för att markera vilken nationalitet eller vilket lag som den tävlande representerar, samt för att underlätta sportandet. De första sportkläderna var kläder för jakt och ridning. Under 1800-talet särpräglades kläderna allt mer utifrån vilken sport de skulle användas till.
Byxor och shorts används ofta som sportplagg. Skjortor i kraftig bomull samt jackor är vanliga på överkroppen, och gymnastikskor eller andra snörskor med en tjockare gummisula används ofta som skor. De första sportkläderna var ofta av ull eller flanell eller jersey. Syntetiska och stretchmaterial blev vanliga under 1950-talet och 1960-talet. Många sportutövare, bland andra Björn Borg, har skapat populära sportplaggsserier. Under 1900-talet har sportkläderna blivit en del av det vardagliga modet.

### Barnkläder
Barnkläder är kläder gjorda speciellt för barn. Storlekarna mäts i centilong i stora delar av Europa och går oftast upp till 170 cl men i USA och vissa andra länder används barnets ålder eller vikt för att ange storleken. Kläderna skiljer sig huvudsakligen från vuxenkläder genom   storleken, men är ofta även konstruerade för att vara rymliga och tillåta rörelser. Konfektionsindustrin innebar ett uppsving för barnkläder, som blev allt mer praktiska. Overall blev som ett resultat populära under 1920-talet. Under 1930-talet satsades i Sverige på bra och billiga kläder, vilket ökades än mer efter att barnbidraget infördes 1948. Kläderna är ofta lätta att ta på sig, för att barnen själva ska kunna ta på sig dem.
Flickkläder har ofta likheter med det kvinnliga modet, medan pojkkläder har mer gemensamt med herrmodet, med en striktare stil. Efter andra världskriget började modeindustrin att skapa kollektioner i olika färger för pojkar och flickor. Blå blev den nya pojkfärgen, efter att tidigare ha varit rosa, som symbol för makt och krigiskhet, och flickorna kläddes i rosa.
Sjömanskostym är ett klassiskt pojkklädesplagg. Jeans och trikåtröja har blivit en unisex-kombination.

## Förbrukade kläder
I Sverige är det olagligt att slänga kläder och textilier bland hushållssoporna/brännbart/restavfall från och med den 1 januari 2025. Det är kommunerna som ansvarar för hanteringen i Sverige. Eftersom lagen medfört ett stort överskott och problem i hanteringen för ideella organisationer sker en lagändring som träder i kraft den 1 oktober 2025. Den innebär att kläder och textilier som är trasiga eller har smutsfläckar åter får slängas i hushållssoporna i alla Sveriges kommuner.

### Second hand
Second hand-kläder är begagnade kläder. Under och efter 1970-talet har statusen på dessa plagg ökat, och har ansetts vara en lösning på den onödiga klädkonsumtionen. Välbevarade och högkvalitativa second hand-kläder kallas för vintage, som är ett samlat begrepp för retrospektiva modekläder. Second hand-försäljning förekommer såväl via webben och appar som i fysiska butiker.

### Källsortering

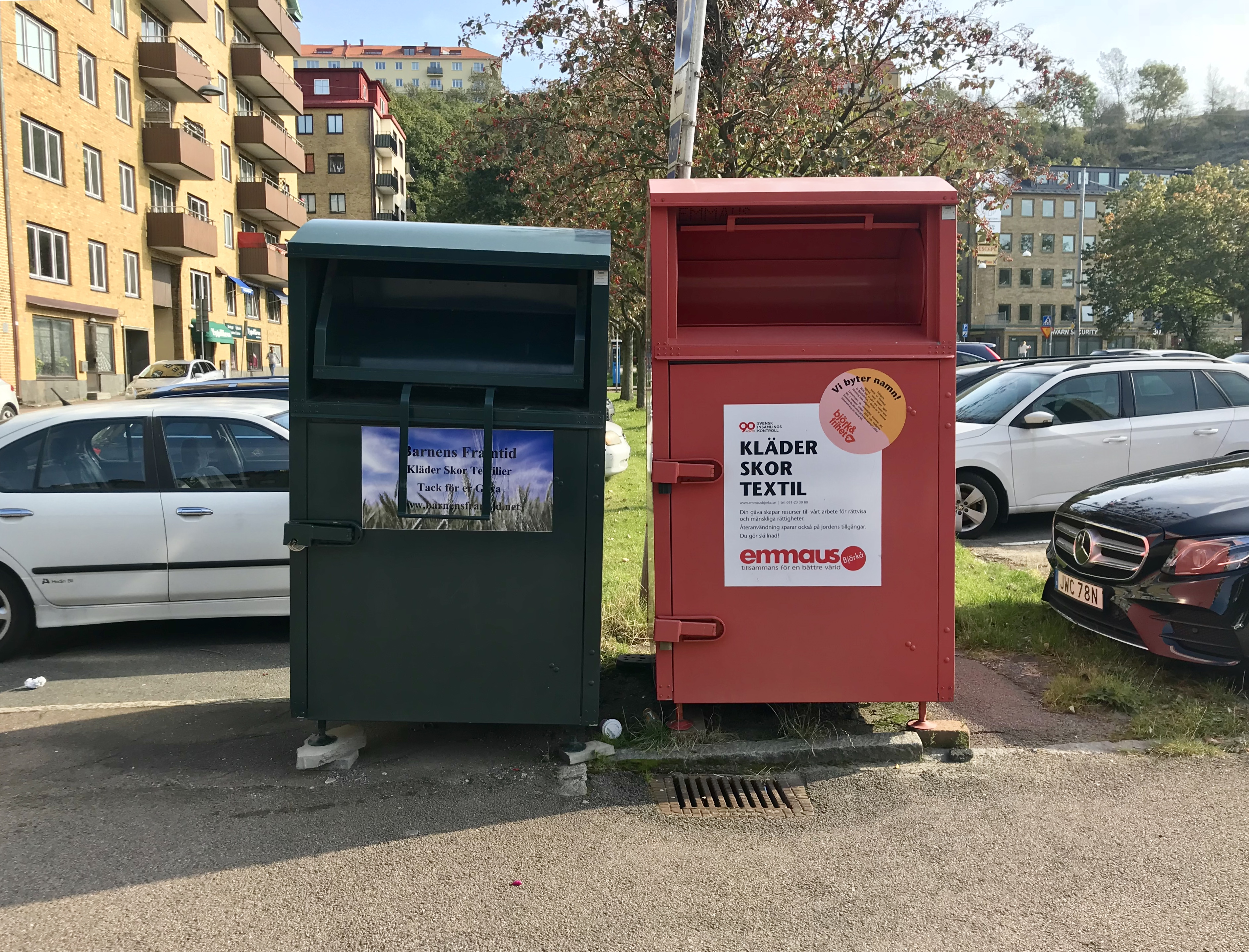
Insamlingscontainrar för kläder.

Kläder samlas in via insamlingsboxar eller containrar för att därefter i första hand gå till välgörenhet, second hand-försäljning eller materialåtervinning.